# Jan Ignatowicz
Jan Ignatowicz (ur. 6 czerwca 1902 w Rogowie k. Wilna, zm. 19 września 1961 w Szczecinie) – polski duchowny prawosławny (ksiądz protojerej), pierwszy proboszcz parafii prawosławnej św. Mikołaja w Szczecinie, powstałej w 1946 r.

## Życiorys
W 1925 r. ukończył Seminarium Duchowne w Wilnie. W tym samym roku został wyświęcony przez Teodozjusza, biskupa wileńsko-kownieńskiego. Rok później objął funkcję wikariusza w parafii w Podkoście, a po pewnym czasie w parafii w Postawach. Po zakończeniu II wojny światowej, w 1945 r. został duchownym w Łodzi, a rok później metropolita Dionizy powierzył mu utworzenie w Szczecinie prawosławnej parafii. W 1948 r. mianowano go na stanowisko dziekana okręgu szczecińskiego.
Zmarł przedwcześnie po ciężkiej chorobie 19 września 1961 r. w Szczecinie. Pochowany został na cmentarzu prawosławnym na Woli w Warszawie.